# Trinal
Trinal est un hameau de la commune belge de Rendeux située en Région wallonne dans la province de Luxembourg.
Avant la fusion des communes de 1977, Trinal faisait partie de la commune de Beffe.

## Situation
Ce hameau ardennais se situe sur le versant occidental de la vallée de l'Isbelle, un affluent de l'Ourthe. Il se trouve à l'extrémité nord de la commune de Rendeux entre les villages de Beffe, Werpin (commune de Hotton) et Soy (commune d'Érezée).

## Description
Hameau à vocation agricole, Trinal se compose principalement de fermes et fermettes construites en moellons de grès ou en briques. Plusieurs exploitations agricoles sont toujours en activité.
À un carrefour au centre du hameau, une petite chapelle se trouve à l'ombre d'un tilleul séculaire.

## Activités et tourisme
Le hameau possède des gîtes ruraux.